# Orlando Arduh
Orlando Víctor Arduh (Provincia de Córdoba) es un abogado y político argentino, actual legislador provincial de Córdoba, perteneciente a la Unión Cívica Radical.

## Biografía
Nació en la provincia de Córdoba, es padre de dos hijos y ex cuñado de Ramón Javier Mestre.

### Político
Pertenece a la Unión Cívica Radical, desde 2011 es legislador provincial logrando su reelección en 2015 y 2019.
Arduh en diciembre de 2011 anunció que asumiría como Vicepresidente segundo la legislatura de Córdoba cargo que estuvo hasta el 4 de febrero de 2015 al asumir como vicepresidente primero hasta el 10 de diciembre de ese año,desde diciembre de 2015 pasó a ser el presidente del bloque del radicalismo y del interbloque Juntos por Córdoba (UCR-PRO-FC) en la unicameral.
Ya en 2017 su liderazgo como presidente del bloque radical estuvo en disputa contra el legislador Bee Sellares que asumió su escaño que había logrado en 2015 aunque había pedido licencia tras ser entonces secretario de gobierno de la ciudad de Córdoba, Arduh logró juntar el apoyo necesario y continuó como presidente de grupo
A principios de 2019, Arduh era uno de los precandidatos radicales a intendente de la ciudad de Córdoba para mayo. En las Elecciones provinciales de Córdoba de 2019, Orlando logró su reelección como legislador por la lista que llevaba a Mario Negri como candidato a gobernador tras su pelea con Mestre (Arduh siempre había pertenecido al núcleo Mestrista). El 17 de julio de 2019, se anunció que junto al legislador Javier Bee Sellares formarían un núcleo interno llamado Consenso
El 5 de diciembre de 2019, Arduh fue elegido como presidente del bloque de Juntos por el Cambio un bloque de 9 legisladores (los legisladores radicales de Negri y de Loredo junto con los legisladores del PRO, la legisladora de la Coalición Cívica hará un bloque unipersonal) mientras que el otro bloque los legisladores Mestristas tendrían como presidente de bloque a Antonio Rins.

#### El caso Juego Online
El 28 de diciembre de 2021 el tribunal de conducta del radicalismo suspendió la ficha de Arduh tras haber sido el único radical en impulsar el juego online junto a los legisladores del PRO. Tras este acto cuatro legisladores radicales se fueron del bloque Juntos por el Cambio y se unieron al bloque Juntos UCR que era liderado desde el 16 de junio de 2021 por Marcelo Cossar y desde el 7 de febrero de 2022 por Juan Jure que pertenecía al bloque liderado por Arduh. 
En enero de 2022 algunos radicales pedían que renunciase para que otro radical asumiera el cargo, Arduh les recordó que el fue electo por la alianza Córdoba Cambia (PRO,CC,FC y algunos radicales) no por el radicalismo y en caso de renunciar el juecista, Walter Nostrola debía asumirlo.

#### Hacemos Unidos por Córdoba
El legislador Arduh abandono el bloque Juntos por el Cambio el cual presidía el 11 de junio de 2023 tras no apoyar la candidatura de Luis Juez. Creo el monobloque Radicalismo Auténtico en apoyo al oficialismo provincial,Hacemos Unidos por Córdoba anteriormente llamado Hacemos por Córdoba antes que un espacio radical se sumará la de Dignidad Radical de la intendenta de Estación Juárez Celman (2011-actualidad), Myrian Prunotto y el espacio de Arduh también.
Arduh asumirá el 10 de diciembre como viceministro de gobierno de la provincia de Córdoba.